# Форначо (Рим)
Форначо је насеље у Италији у округу Рим, региону Лацио.
Према процени из 2011. у насељу је живело 109 становника. Насеље се налази на надморској висини од 437 м.